# Anh Đức
Anh Đức, eigentlich Bùi Đức Ái (* 5. Mai 1935 in Bình Hòa; † 21. August 2014 in Ho-Chi-Minh-Stadt) war ein vietnamesischer Schriftsteller.

## Leben
Anh Đức stammte aus dem Süden Vietnams. Nach dem Ende des Indochinakriegs und der französischen Kolonialherrschaft wandte er sich der Literatur zu und schrieb diverse Erzählungen und Romane.

## Werke (Auswahl)
- Brief aus Ca Nau
- Die junge Frau aus Bai Dao
- Hon Dat
- Der Sohn, Kurzgeschichte, aus dem vietnamesischen übersetzt von Tran Duong